# Homo sacer
 Der er for få eller ingen kildehenvisninger i denne artikel, hvilket er et problem. Du kan hjælpe ved at angive troværdige kilder til de påstande, som fremføres i artiklen.

Homo sacer er et begreb indenfor romerretten, der henviser til et menneske, der uden retslige konsekvenser må slås ihjel, men ikke ofres. Det svarer i nogen grad til det danske ord fredløs.
Giorgio Agamben har gjort termen til et hovedbegreb i sit så kaldte Homo sacer-projekt, der for alvor tog sin begyndelse med bogen Homo Sacer. Den suveræne magt og det nøgne liv. På dansk kan termen oversættes som nøgent liv, blottet liv eller bart liv (som i reduceret til "bare" liv). Agamben mener i forlængelse af sin analyse af termen, at homo sacer-figuren opnåede sin mest ekstreme form i koncentrationslejrene under 2. verdenskrig (de såkaldte muselmænd, der var reducerede til omvandrende lig) og i dag i Guantanamo-lejren, hvor de såkaldte detainees (tilbageholdte) er fangede på ubestemt tid og underlagt et herredømme, der ikke er reguleret af hverken lov (krigsretten) eller domstole (militærdomstole).